# Eo (fleuve)
Pour les articles homonymes, voir Eo.
L’Eo est un fleuve du nord de l'Espagne, qui traverse les terres de Galice et des Asturies. Il se jette dans le golfe de Gascogne au niveau de la Ría de Ribadeo, connue pour la pêche au saumon.

## Géographie
L’Eo est l’axe principal de la comarca de la Ribera Eo (es) où s’étendent les villes de Fonsagrada (Galice), Santa Eulalia de Oscos (Asturies), Villanueva de Oscos (Asturies), a Pontenova (Galice), Taramundi (Asturies), San Tirso de Abres (Asturies), Vegadeo (Asturies), Castropol (Asturies) et Ribadeo (Galice).

## Étymologie

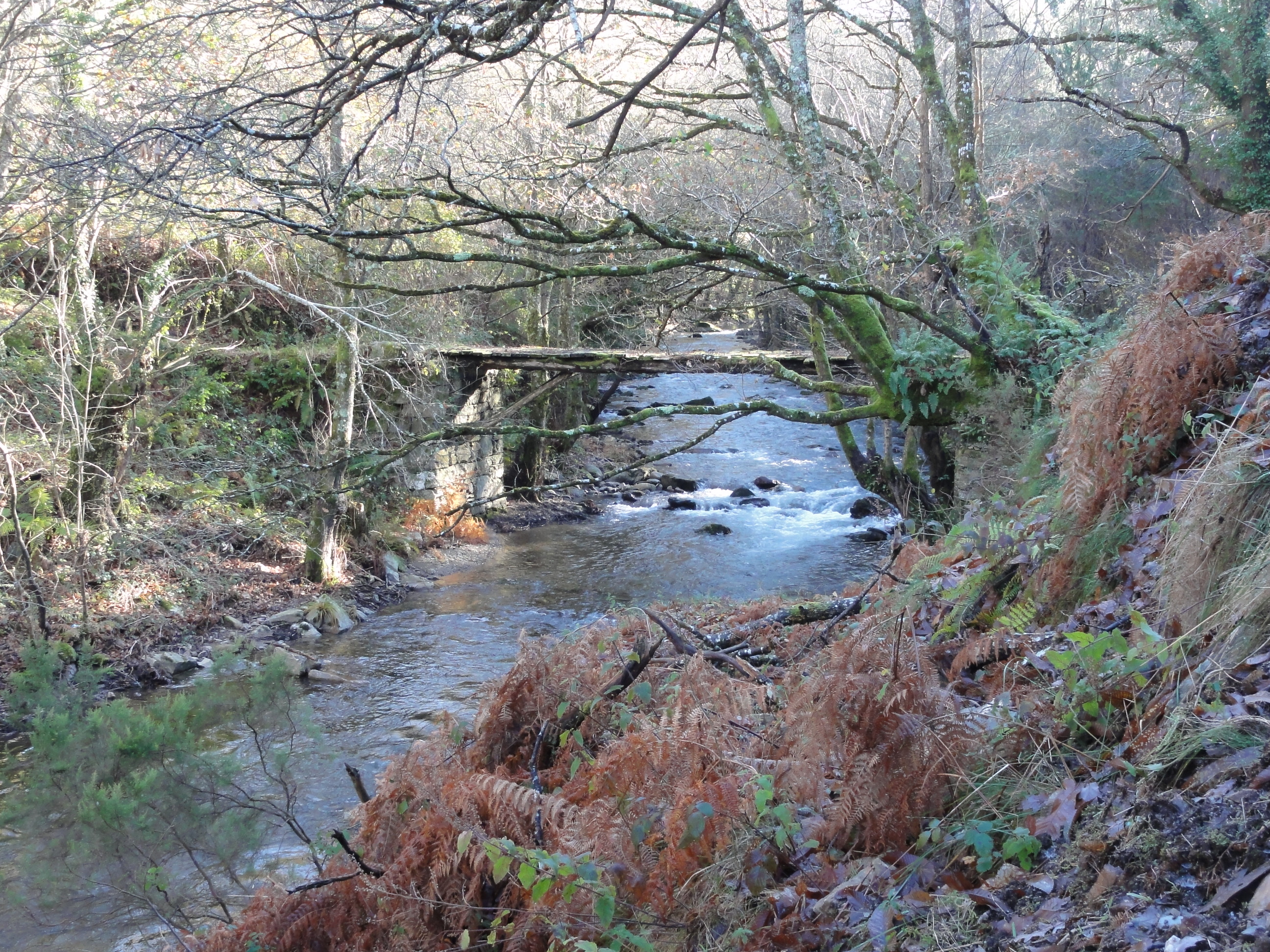
L'Eo.

Le nom du fleuve vient du mot Ego qui à l'époque romaine alternait avec Egoba, ainsi qu’en témoigne Pline parlant des Egobarri, habitants des rives de l'estuaire. Du nom d’Ego dériva le nom Eo ainsi que d’autres formes médiévales attestées Iuve (775), EUVE (875), et enfin Ove (905 -), nom d'une paroisse Ribadeo, près de l'estuaire.
Sans contradiction avec ce qui précède, le cours inférieur du fleuve a été nommé durant des siècles comme Miranda, et la première partie de son estuaire.

## Estuaire

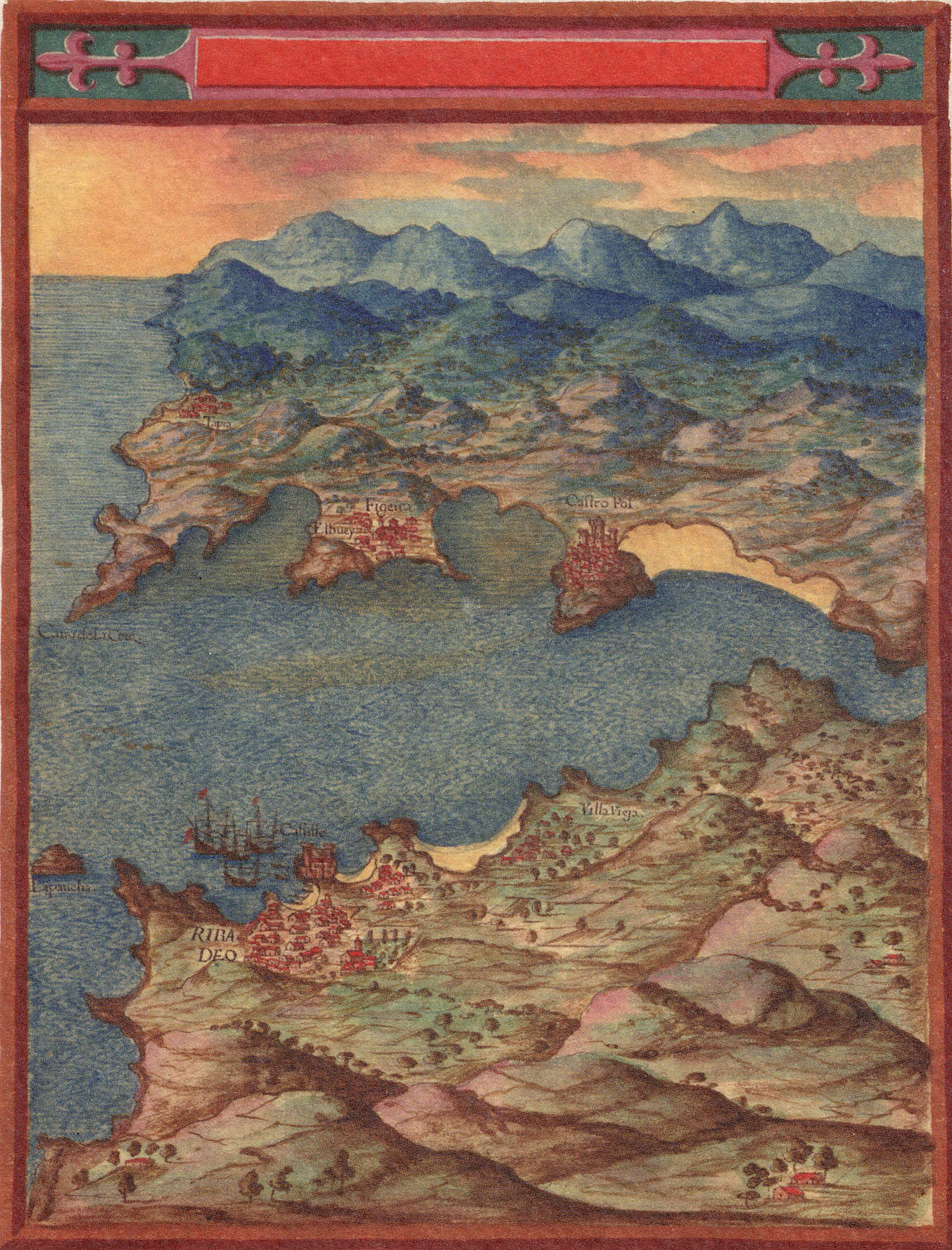
L'Estuaire de l'Eo d'après un dessin de Pedro Teixeira en 1634.

L'estuaire est connu en espagnol sous divers noms : Ría del Eo, Ría de Ribadeo et Ría dels Abres notamment. 
Il forme la limite entre la Galice et les Asturies, à l'embouchure du fleuve. Elle mesure 10 km de long et une largeur relativement constante de 800 m, avant de se rétrécir à 600 m près de l'embouchure, point qui a été choisi pour construire un pont permettant de la traverser. Son point le plus large est de 1 200 m au niveau la confluence avec l'Arnao ainsi qu'une ouverture de 1 km en direction des Asturies, au niveau de la confluence avec la Linera.
L’estuaire compte diverses plages - celle d'Arnao -, des chantiers navals fabriquant les voiliers traditionnels utilisés sur l'estuaire. La végétation principale est l’eucalyptus et est une zone importante pour la migration d'oiseaux, notamment en hiver. 
Enfin, l'estuaire souffre d'un ensablement progressif marqué.
- Source : Fonteo, Baleira, en Galice.
- Estuaire : golfe de Gascogne, la formation de l’Eo, entre Ribadeo (Galice) et Castropol (Asturies).
- Longueur : 99 km.
- Bassin : 819 km² (287 en Asturies)
- Débit moyen  : 19,61 m3/s
- Points de contrôle : 5 [1]

## Principaux affluents
- - À l'ouest : rivières Rodil et Turia
- Autres affluents
  - À l'ouest : Liñeiras fleuve et de la rivière Ouria
  - À l’est : Les rivières Riotorto et Trabada
- Villes traversées : A Pontenova en Galice, Ribeira de Piquin (Lugo); San Tirso de Abres et Abres, dans les Asturies.

Il débouche près de Vegadeo formant son estuaire.

### Article lié
- Turia